# Caenopachyella lutea
Caenopachyella lutea är en stekelart som beskrevs av Gyöö Viktor Szépligeti 1908. Caenopachyella lutea ingår i släktet Caenopachyella och familjen bracksteklar. Inga underarter finns listade.